# Nestorkrøniken
Nestorkrøniken (russisk: Повесть временных лет, tr. Povest vremennykh let, ukrainsk: Повість временних лет, tr. Povist vremennykh lit, dansk: ~ Beretningen om de Svundne År) er en krønike, som ifølge traditionen er skrevet af Nestor. Den er dateret til omkring år 1113 e.Kr. og er fra Kijevriget. Den handler om den tidlige østslaviske nation Kijevs grundlæggelse og dens første tid fra ca. 850 e.Kr. til 1110.

## Tre udgaver
Længe blev det antaget, at manuskriptet var skrevet af munken Nestor, og det blev kaldt Nestorkrøniken eller Det primære manuskript. Blandt de kilder, som forfatteren anvendte, var tidlige nu tabte slaviske krøniker, byzantinske annaler, indenlandske legender og norrøne sagaer, græske religiøse tekster, russisk-byzantiske traktater og mundtlige fortællinger fra Jan Vysjatitj og andre militære ledere. Nestor arbejdede ved hoffet hos Svjatopolk 2. af Kijev og delte sandsynligvis hans pro-norrøne politik.
De første optegnelser er rige på anekdoter. Blandt dem er fortællinger om tre brødre, væringers, ankomst, grundlæggelsen af Kijev, mordet på Askold og Dir, Oleg Svjatoslavitj af Kijev, der blev dræbt af en slange skjult i en hovedskal på hans hest, og hævnen, som Olga af Kijev tog over drevljanerne, der myrdede hendes ægtemand Igor 1.. Optegnelserne om Sankt Kyrillos og Methodios' virke blandt slaviske folk er også af interesse, og Nestor skylder vi også fortællingen om, hvordan Vladimir den Store forbød dyrkelsen af Perun og andre afgudsbilleder i Kijev.
I år 1116 blev Nestors tekst grundigt omarbejdet af hegumen (abbed) Silvestr, som navngav Nestor i slutningen af krøniken. Da Vladimir 2. Monomakh var beskytter af landsbyen Vydubitji, hvor Silvestrs kloster lå, forherligede den nye udgave prinsen og gjorde ham til den centrale figur i senere fortællinger. Anden udgave af Nestors arbejde er bevaret i Laurentius-håndskriftet.
Tredje udgave fulgte to år efter og handlede om Vladimirs søn og arving, Mstislav den store. Forfatteren af denne udgave kan have været græsk, da han korrigerede og opdaterede meget af det, som angik Byzans. Denne sidste udgave af Nestors arbejde er bevaret i Hypatiuskrøniken.

## To manuskripter
Den oprindelige krønike er gået tabt, og de tidligste kendte afskrifter er Laurentius-håndskriftet og Hypatiuskrøniken. Det er derfor vanskeligt at genskabe det oprindelige indhold i krøniken.
Codex Laurentius eller Laurentius-håndskriftet blev afskrevet af munken Laurentius fra Nisjnij Novgorod til prins Dmitrij Konstantinovitj i 1377. Den tekst, han benyttede, var en nu tabt kodeks sat sammen for storfyrste Mikhail Jaroslavitj af Vladimir-Suzdal i 1305. Optegnelsen fortsætter til 1305, men årene 898-922, 1263-1283 og 1288-1294 er af en eller anden grund udeladt. Manuskriptet blev overtaget af grev Aleksej Musin-Pusjkin i 1792 og senere overdraget til zar Alexander I, der overdrog håndskriftet til "Det kejserlige offentlige bibliotek" nu Det russiske nationalbibliotek i Sankt Petersborg, hvor det opbevares.
Codex Hypatianus eller Hypatiuskrøniken blev genopdaget i Ipatev-klosteret i Kostroma ved Volga af den russiske historiker Nikolaj Karamzin. Den dateres til 1400-tallet, og rummer mange oplysninger fra nu tabte afskrifter fra 1100- og 1200-tallet. Sproget er en østslavisk udgave af kirkeslavisk med mange irregulære østslaviske ord, som andre slaviske håndskrifter fra denne tid.

## Betydning
Krøniken har fået stor opmærksomhed hos nordiske historikere, specielt svenske, da det hævdes, at Rurik-ætten nedstammer fra ruserne, og værket benyttes derfor som kilde om forholdene i vikingetiden. Men også for de slaviske folk er krøniken af betydning, da den er den eneste kilde om de tidlige østslaviske folkeslags historie. Dens fortællinger om nationen Kijev-Rus findes ingen andre steder. Den har også værdi som det ældste værk, der er skrevet på østslavisk.
Den primære krønike er en af de mest studerede tekster i historien. Utallige monografier og udgaver er trykt af krøniken. Den ældste er fra 1767. Aleksej Sjakhmatov udgav et pionerarbejde med tekstanalyser af fortællingen i 1908. Dmítrij Likhatjov og andre sovjetiske forskere har delvis revideret hans opfattelse. Deres versioner har forsøgt at rekonstruere krøniken som eksisterede før Nestor, skrevet for Jaroslav den vises hof i midten af 1000-tallet.